# Bitay Ödön
Bitay Ödön (Nagyenyed, 1932. május 15. – Sepsiszentgyörgy, 2006. október 29.) magyar szerkesztő, műfordító, közíró.

## Életútja
Középiskoláit a kolozsvári református kollégiumban és kereskedelmi középiskolában végezte, a Bolyai Tudományegyetem közgazdasági karán szerzett diplomát (1955). Előbb az Előre és az Új Sport, 1958-tól a Politikai Könyvkiadó szerkesztője Bukarestben. Könyvismertetőit, történelmi, külpolitikai beszámolóit A Hét, a Könyvtári Szemle, a Könyvtár, a Munkásélet, a Tanügyi Újság és az Előre közölte. Rádiójegyzetei a nemzetiségi élet hétköznapjairól tájékoztattak.
A szerkesztésében (névvel vagy név nélkül) megjelenő politikai kiadványok közt Testamentum címmel hagyományőrző sorozatot kezdeményezett Bitay Árpád, Vasile Goldiș, Józsa Béla, Kovács Katona Jenő, Márki Sándor, Mocsáry Lajos, Szabó Árpád, Veress Sándor irodalmi örökségének népszerűsítésére. Válogatta és szerkesztette Fuchs Simon Munkásmozgalom a Maros völgyében című posztumusz tanulmánygyűjteményét (1975). Fordításában megjelent munkák: I. Gheorghiu – C. Nuțu: A gyulafehérvári nemzeti gyűlés – 1918. december 1. (1968); George Bianu: Nagy politikai perek irataiból (1973); Gh. I. Ioniță: Az RKP és a néptömegek (1974); Vasile Ghețău: A világ népessége (Veith Júliával, Az Előre Kiskönyvtára 1975); Al. Savu: Románia (rövid földrajzi ismertetés, Veith Júliával, 1976).
Az 1990-es évek elejétől az RMDSZ bukaresti, majd erdélyi szervezeteiben politizált.